# Wirtschaftsmediation
Wirtschaftsmediation bezeichnet die Anwendung der Mediation im Rahmen wirtschaftlich motivierter Konflikte.

## Abgrenzung
In der Wirtschaftsmediation wird wie bei anderen Formen der Mediation meist einem 5-Phasen-Modell gefolgt: Auftragsklärung, Themensammlung, Positionen und Interessen, Sammeln und Bewerten von Lösungsoptionen sowie Abschlussvereinbarung.
Die Bezeichnung Wirtschaftsmediator ist genauso wie die Bezeichnung Mediator in Deutschland nicht geschützt. Seit dem 1. Juli 2017 gibt es die Möglichkeit, sich als Mediator gemäß der Rechtsverordnung zum MedG zur zertifizieren.

## Einsatzmöglichkeiten
Mögliche Anwendungsfelder der Wirtschaftsmediation sind sowohl inner- als auch zwischenbetriebliche Konflikte, beispielsweise Führungskräfte und Mitarbeiterkonflikten, Teamkonflikten oder Zahlungsstreitigkeiten. Für einen möglichst effizienten und reibungslosen Ablauf kann die Wirtschaftsmediation auch begleitend bei großen Projekten und Change-Management-Prozessen eingesetzt werden.

## Rechtlicher Rahmen (Österreich)
In Österreich ist das Zivilrechts-Mediations-Gesetz (ZivMediatG) die rechtliche Basis für Wirtschaftsmediation. Es bestimmt die Führung einer Liste der eingetragenen Mediatoren durch das Bundesministerium für Justiz nach Vorlage der für die Eintragung notwendigen Qualifikationen (fachliche Ausbildung, Vertrauenswürdigkeit, Mindestalter von 28 Jahren, Haftpflichtversicherung). Es regelt weiters die Rechte und Pflichten eingetragener Mediatoren, die Verschwiegenheitspflicht, Hemmung von Fristen und Strafbestimmungen. Ergänzend zu dieser Liste werden Ausbildungseinrichtungen und Lehrgänge durch das Bundesministerium für Justiz angeführt.